# يو إف سي 215
يو إف سي 215: نونيز ضد شيفتشينكو 2 (بالإنجليزية: UFC 215: Nunes vs. Shevchenko 2)‏ هو حدث لفنون القتال المختلطة نظمته يو إف سي، أُقيم في 9 سبتمبر 2017، على روجرز بليس في إدمونتون، كندا.